# 613 (nombre)
613 (six cent treize) est l'entier naturel qui suit 612 et qui précède 614. C'est un nombre premier.
Dans la symbolique rabbinique, il existe 613 commandements, contenus dans la Torah.